# Inferno - Canto settimo

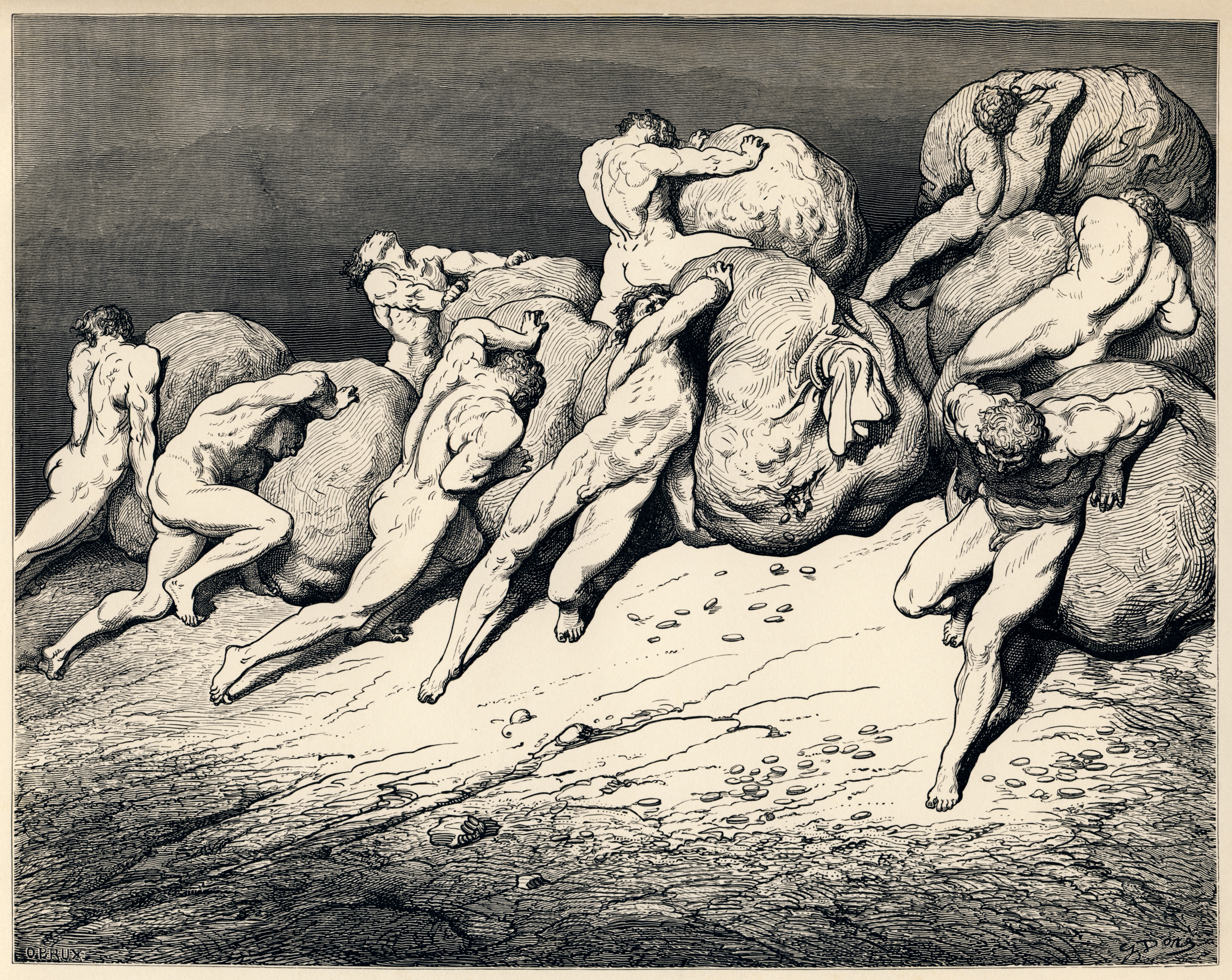
Canto settimo, gli avari e i prodighi, illustrazione di Paul Gustave Doré

Il canto settimo dell'Inferno di Dante Alighieri si svolge nel quarto e nel quinto cerchio, ove sono puniti rispettivamente gli avari e prodighi e gli iracondi e accidiosi; siamo nella notte tra l'8 e il 9 aprile 1300 (Sabato Santo), o secondo altri commentatori tra il 25 e il 26 marzo 1300.

## Incipit
(Anonimo commentatore dantesco del XIV secolo)

## Analisi del canto

### Pluto - versi 1-15

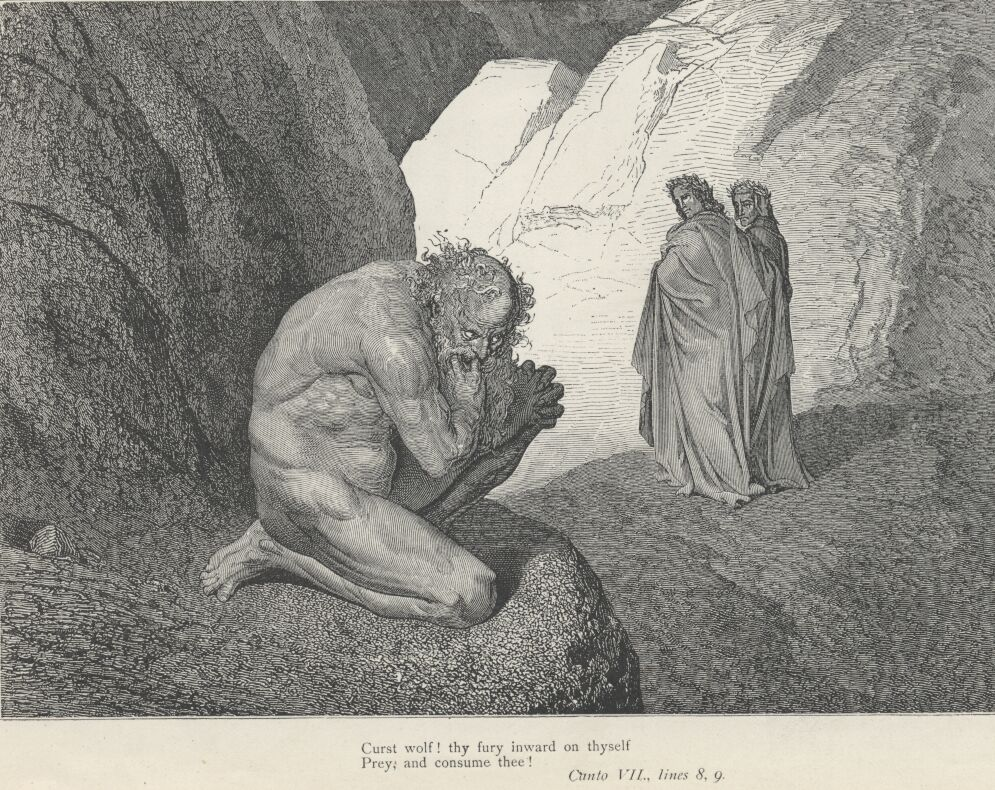
Canto settimo, Pluto, illustrazione di Paul Gustave Doré

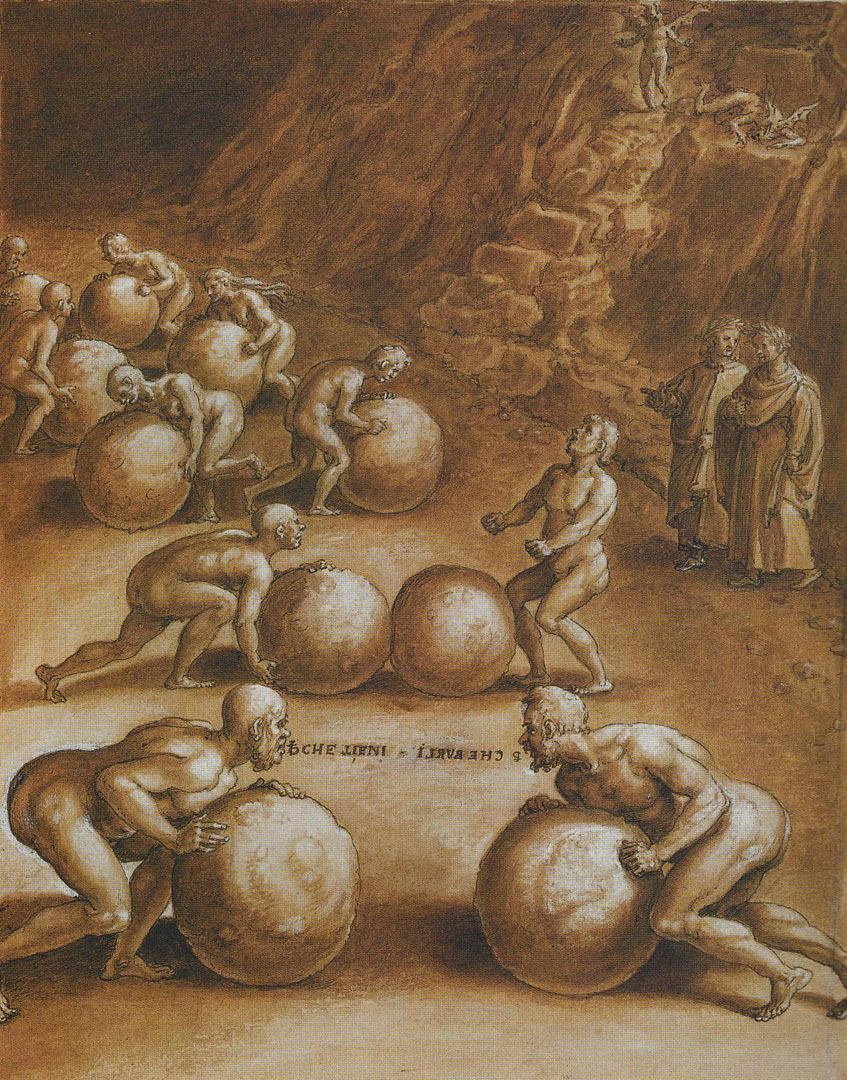
Avari e prodighi, illustrazione di Giovanni Stradano (1587)

Il canto inizia in modo sinistro con la minacciosa invocazione di Pluto "Pape Satàn, pape Satàn aleppe", interrotta da Virgilio che, dopo aver confortato Dante, fa tacere il mostro (sui cui attributi fisici viene speso meno di un verso) con una variante del "Vuolsi così colà dove si puote" dicendo "vuolsi ne l'alto là dove Michele fé la vendetta del superbo strupo", riferendosi alla cacciata di Lucifero dal paradiso, avvenuta per mano dell'arcangelo Michele. Questa frase, usata già altre due volte (con Caronte e con Minosse), il poeta non la farà più usare a Virgilio, per non far scadere la drammaticità degli ostacoli infernali, evitando d'ora in poi questo paradigmatico passe-partout. Pluto è qui posto probabilmente in quanto dio pagano della ricchezza, anche se è probabile che la sua figura fosse in qualche modo sovrapposta, almeno nel Medioevo, con quella di Plutone, e la mancanza di elementi che descrivano questo mostro a guardia del IV cerchio accresce l'elusività della questione.
Una similitudine chiude l'episodio di Pluto: Come le vele gonfie al vento che cadono giù quando si spezza l'albero di una barca, così si quietò "la fiera crudele".

### Gli avari e i prodighi - vv. 16-66
Una volta scesi nella quarta fossa ("lacca", termine raro dal tardo latino laccus che sta per fossa, cisterna) Dante è quasi sorpreso da quello che vede ed esclama: "Giustizia divina! Ma chi ordinerebbe così tante pene (morali) e travagli (fisici) sempre strani e nuovi?". Parafrasando con molta approssimazione in parole attuali forse l'invocazione suonerebbe come "Nessuno avrebbe più fantasia della giustizia divina nel predisporre e assegnare le pene". A una frase magari un po' "frivola", Dante aggiunge subito una nota di rimprovero: "E perché noi umani ci riduciamo alle colpe che ci portano alla dannazione?". Segue una similitudine che introduce la pena dei dannati: come le onde che davanti a Cariddi (sullo Stretto di Messina), si scontrano con quelle che provengono dal mare opposte (poiché vi si incontrano il Mar Tirreno e il Ionio), così qui la gente sembrava presa in un ballo ("riddi" da riddare, cioè ballare la ridda, un ballo in cui si gira con molte persone in cerchio).
Dopo aver notato l'enorme quantità di persone, Dante inizia a descriverne la pena: spingere pesi con il petto lungo la circonferenza del cerchio, ma non in tondo; un gruppo occupa un semicerchio e l'altro gruppo un altro e girano in modo da scontrarsi in due punti estremi diametralmente opposti. In quei punti essi si ingiuriano dicendosi reciprocamente "Perché tieni?", "Perché burli (cioè sperperi)?", poi si voltano e rifanno il semicerchio nella direzione opposta.
Dante non chiede di quali peccatori si tratti, forse lo ha intuito dal loro grido, ma rivolgendosi a Virgilio domanda se tutte le persone con la chierica, che vede a sinistra, siano "chierici", cioè prelati. Virgilio conferma che si tratta di religiosi, papi e cardinali, (adesso viene espresso il loro peccato) macchiatisi della colpa dell'avarizia; non di meno quelli della schiera destra furono coloro che spesero senza misura.
Tradizionalmente si indica questi peccatori come gli avari e i prodighi. Per la prima volta vengono puniti nell'Inferno due peccati analoghi ma opposti nello stesso girone, legati all'incontinenza di chi sbagliò nel "troppo" o nel "troppo poco", in questo caso nello spendere. Fino ad ora infatti Dante non aveva incontrato casi di peccati punibili anche "in difetto": la mancanza di lussuria è infatti la castità, comportamento che nella dottrina cristiana è assimilato alla santità e alla disciplina religiosa, mentre nel Medioevo non esisteva un contraltare per la gola.
Di solito i nomi dei peccati e peccatori in Dante sono convenzionali, poiché non indicati dal poeta ma dalla critica successiva. Questa affermazione è vera per i prodighi, ma nel caso degli avari egli cita il peccato dell'avarizia esplicitamente (v. 48). In ogni caso il significato del peccato è leggermente più ampio del senso che comunemente si attribuisce oggi a questa parola: non solo taccagneria, ma avidità, rapacità di denaro, ricchezza e potere in generale. Questo peccato secondo Dante è uno dei più grandi mali della sua epoca ed è tipico degli uomini di chiesa (vv. 46-48), ma a soffrirne sono in molti: nel canto VI esso è per esempio indicato da Ciacco come una delle tre cause della sventura di Firenze, mentre l'avarizia è anche generalmente indicata come simboleggiata dalla lupa del primo canto. Qui comunque Dante assimila l'avarizia a tutta la categoria degli uomini di Chiesa, intesa quindi come peccato caratterizzante la maggior parte di questi religiosi. Un'accusa così diretta e grave poteva essere formulata dal poeta dall'alto della saldezza della sua fede religiosa, e in conformità con l'alta considerazione che egli nutriva per la missione sacerdotale. Dopotutto in Paradiso XI egli esalterà l'amore di san Francesco d'Assisi per la povertà, celebrata come suprema virtù cristiana.

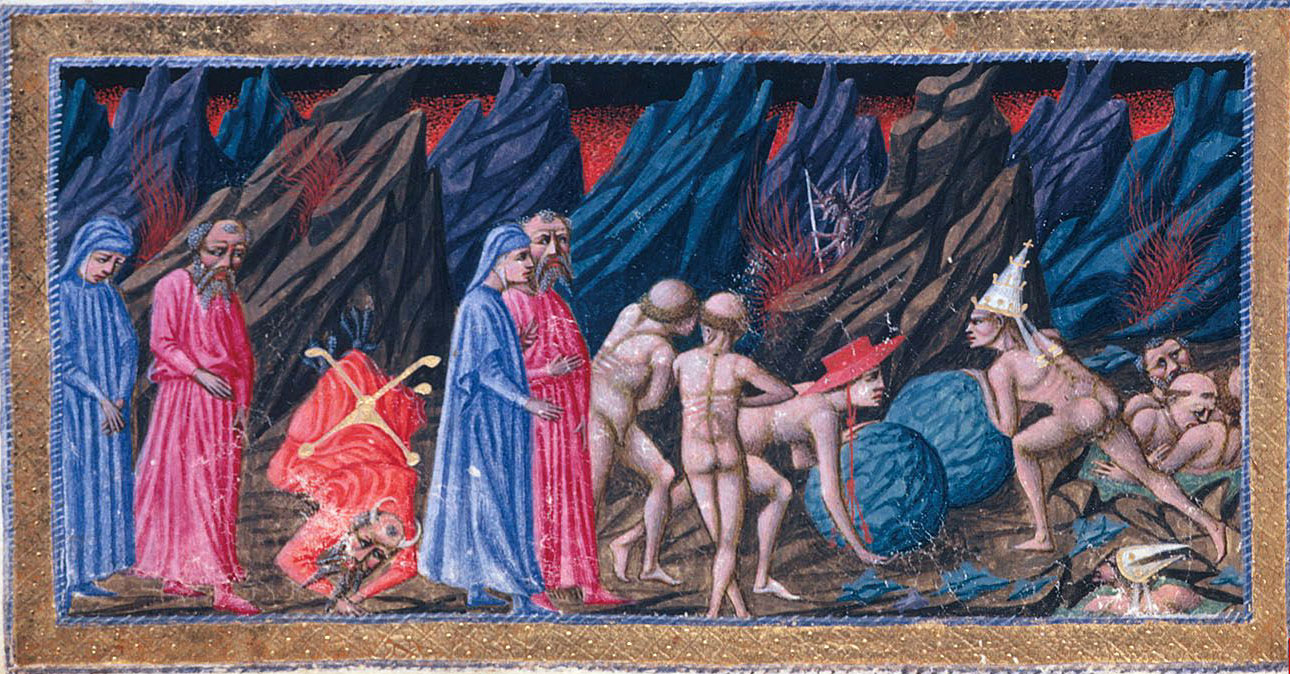
Priamo della Quercia, illustrazione al Canto VII

La "prodigalità" va intesa come peccato di incontinenza, cioè di chi "con misura nullo spendio ferci" (v. 42), cioè non spese mai con misura: sono gli accumulatori di beni, i "consumisti" diremmo oggi, da distinguere dagli "scialaquatori", i dissipatori di patrimoni e i violenti contro i propri beni, che Dante colloca nel II girone del VII cerchio assieme ai suicidi. Sul perché il poeta scelga come simbolo del loro peccato il cranio rasato, che essi mostreranno al tempo della resurrezione (v. 57), forse può illuminare un passo di Sant'Ambrogio che dice come radere i capelli sia come recidere dal pensiero le cose mondane e superflue.
Il contrappasso di questi dannati non è chiarissimo, comunque si può interpretare per analogia, come nato dal fatto che essi si sono lasciati sormontare dai beni terreni ai quali in vita diedero la massima priorità: nell'Inferno quindi essi sono obbligati all'inutile ronda di spostare in perpetuo ammassi di materia inerte, simbolo dell'inutilità vana delle loro azioni.
Dante chiede a Virgilio se può riconoscere alcuno tra questi peccatori (come aveva fatto nei cerchi precedenti), ma il suo maestro lo ragguaglia su come ciò sia impossibile, tanto questi spiriti sono "imbruniti" come contrappasso della loro "sconoscente vita" cioè la loro vita dissennata (conoscenza è usato come sinonimo di misura, cfr. Convivio Libro 3, XV 9).

### La fortuna - vv. 67-99
Una citazione da parte di Virgilio circa la fugacità ("la corta buffa", letteralmente la breve ventata) dei beni materiali che sono legati alla fortuna, per i quali l'umanità si azzuffa, fa introdurre appunto il tema della fortuna stessa. Dante chiede chi o che cosa sia questa entità che tiene in mano i beni del mondo, e Virgilio si prodiga in una spiegazione, che associa la fortuna alle altre entità celesti che muovono i cieli: essa ha il dovere di muovere i beni terreni ed il suo giudizio è "occulto", imperscrutabile, come i serpentelli ("l'angue", v. 84) che strisciano nascosti nell'erba. Molti la maledicono, anche se dovrebbero ringraziarla, ma essa è una creatura beata e non ode certe imprecazioni: sta con le altre creature celesti, gira la sua sfera lieta e beatamente gode della sua condizione.
Questo passo è un primo esempio di poesia di carattere didascalico e dottrinale, che diventerà ben più frequente soprattutto nelle prossime cantiche.
Prima di proseguire il cammino Virgilio fa notare come le stelle stiano tramontando rispetto a quando sono partiti (dalla "selva oscura"), quindi sia circa mezzanotte.

### La palude dello Stige e gli iracondi - vv. 100-130

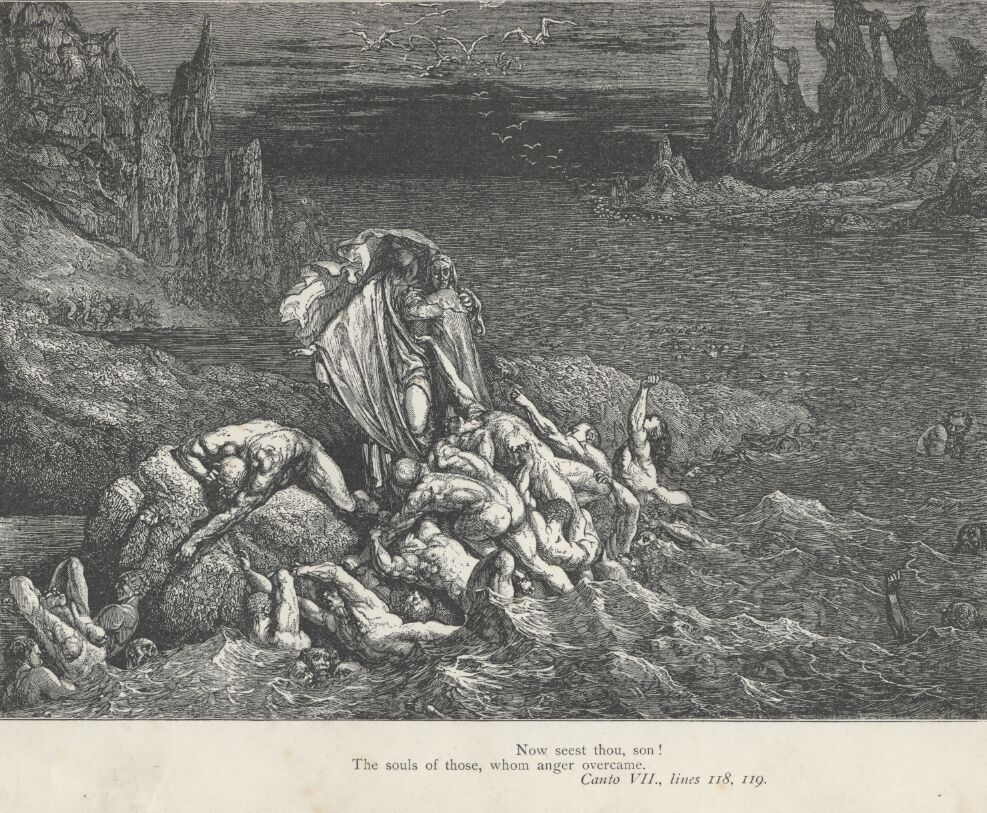
Canto settimo, gli iracondi, illustrazione di Paul Gustave Doré

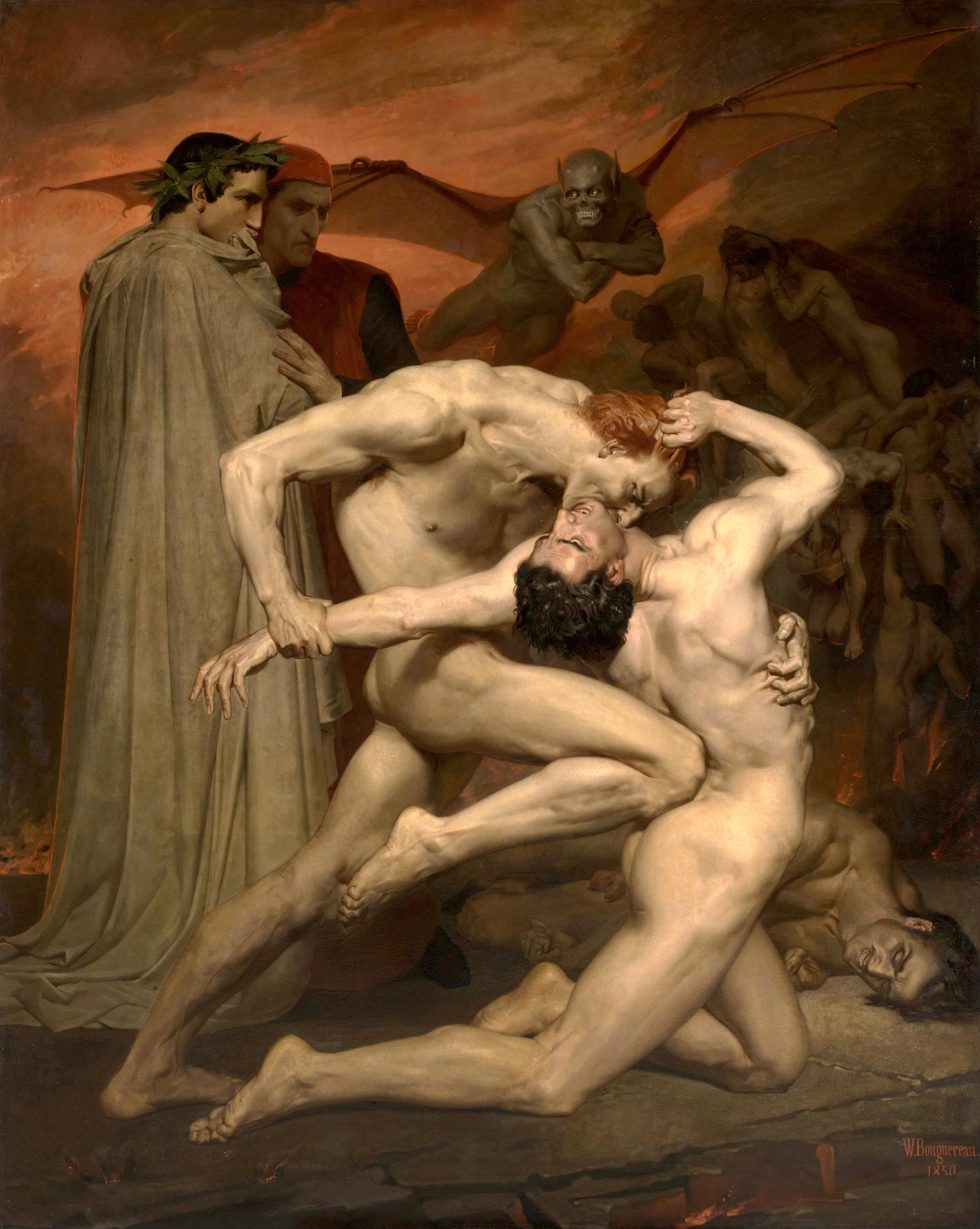
Dante e Virgilio all'Inferno di William-Adolphe Bouguereau (1850).

Per la prima volta in questo canto troviamo una rottura dello schema girone-canto, cioè la segmentazione poetica non corrisponde più a quella dei cerchi infernali. Infatti si arriva subito al prossimo cerchio, dove i due poeti incontrano una fonte dalla quale sgorgano acque nere che ribollono, che alimentano la palude dello Stige, fiume già citato da Virgilio nell'Eneide.
Qui Dante vede genti ignude immerse nel pantano, prese dalla furia che le fa picchiare tra di loro con tutto il corpo: mani, piedi, testa e denti. Virgilio chiarisce presto che si tratta delle "anime di color cui vinse l'ira", ma anche sott'acqua è pieno di dannati, gli accidiosi o "iracondi amari" coloro che covarono dentro di sé la propria rabbia e che adesso fanno ribollire la palude con i loro tristi pensieri.
Alcuni critici vollero sostenere che nella palude si trovino nascosti anche altri peccatori che non trovano punizione altrove, come i superbi e gli invidiosi, ma non vi è nessun indizio per sostenere tale ipotesi; è comunque da sottolineare come Dante nell'Inferno segua la partizione dei peccatori sulla falsariga di Aristotele (quindi non secondo lo schema dei sette vizi capitali a cui superbia e invidia appartengono), mentre seguirà la disciplina cristiana nello strutturare i peccatori nel Purgatorio.
Camminando, i due poeti arrivano quindi ai piedi di una torre, nel punto in cui il canto si interrompe. L'ottavo canto si apre invece quando Dante e Virgilio non sono ancora al di sotto della torre. Quindi tra la fine del VII canto e l'inizio dell'VIII vi è una discrepanza cronologica.
Due sono le ipotesi più accreditate: secondo il Boccaccio, Dante avrebbe scritto i primi sette canti della sua opera quando si trovava ancora a Firenze prima di essere mandato in esilio e si sarebbe fatto mandare i primi canti dopo essere stato esiliato; un'altra ipotesi è quella che afferma che Dante avesse inizialmente l'intenzione di scrivere la sua Commedia in latino e, effettivamente, avrebbe scritto i primi sette canti della cantica infernale in latino, appunto. Dopo essere stato mandato in esilio avrebbe proceduto alla traduzione dei canti e si sarebbe così prodotta quella increspatura nella cronologia degli stessi.